# Marcello Taccola
Marcello Taccola (Uliveto Terme, 28 settembre 1921 – ...) è stato un calciatore italiano.
Centrocampista di ruolo, ha indossato le maglie di Pisa, Viareggio, Livorno e Salernitana.
Ha raggiunto il culmine della carriera nel Livorno, con cui ha esordito in serie A il 29 settembre 1946 contro la Roma, partita vinta dai labronici per 4-1.
Ha collezionato più di 160 gare con la casacca della Salernitana, rappresentando l'undicesimo giocatore più presente in assoluto della squadra campana.
In carriera ha totalizzato complessivamente 23 presenze e 4 reti in Serie A e 170 presenze e 18 reti in Serie B.